# Edith Rosenbaum
Pour les articles homonymes, voir Rosenbaum.
Edith Louise (Rosenbaum) Russell (12 juin 1879 – 4 avril 1975) était une acheteuse de mode, styliste et correspondante pour le Women's Wear Daily américaine, connue pour avoir survécu au naufrage du Titanic en 1912 avec une boîte à musique en forme de cochon. La boîte, couverte de peau de porc, jouant une mélodie connue comme La Maxixe quand sa queue est tordue, est utilisée par Edith Russell pour calmer les enfants effrayés dans l'embarcation de sauvetage dans laquelle elle a pris place. Son histoire est devenue largement connue dans la presse de l'époque et plus tard est incluse dans le best-seller sur la catastrophe, La Nuit du Titanic par Walter Lord. Russell est aussi représentée dans le docudrame primé britannique produit par William MacQuitty, basé sur le livre de Lord.

## Biographie

### Jeunesse
Edith Louise Rosenbaum est née à Cincinnati, Ohio, dans une riche famille juive en 1879. Son père était Harry Rosenbaum, qui accède à la notoriété dans l'univers des produits secs en tant que directeur de Louis Stix & Co. à Cincinnati. Il devient, plus tard, une figure influente en tant que fabricant de manteaux et costumes et un investisseur dans la production vestimentaire à New York, où il déménage avec sa femme, Sophia (ex-épouse Hollstein), et sa fille Edith en 1902. Elle est scolarisée dans les écoles publiques de Cincinnati, y compris la Mt. Auburn Young Ladies Institute (plus tard appelée l'école H. Thane Miller) à Cincinnati et la Miss Annabel à Philadelphie. À l'âge de 16 ans, en 1895, elle étudie à Bryn Mawr et plus tard, au Collège Bryn Mawr.

### Carrière

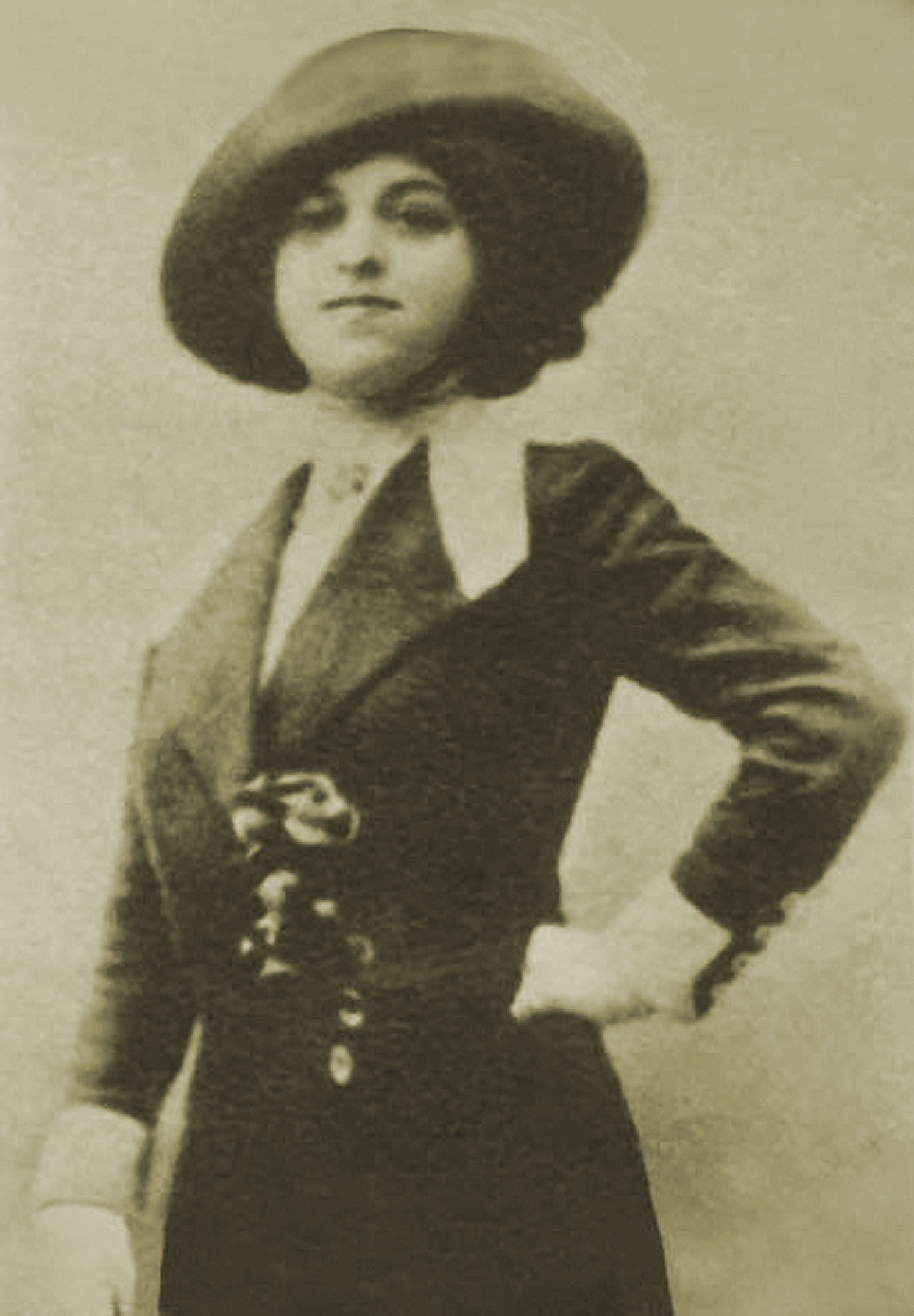
Edith Rosenbaum en 1911, l'année où elle commence à travailler en tant que styliste de mode.

La carrière de Rosenbaum dans la mode commence en 1908, quand elle déménage à Paris pour devenir vendeuse pour la maison de haute couture Chéruit, Place Vendôme. Peu de temps après, elle rejoint le bureau parisien de La dernière heure à Paris, le journal de la maison de mode du magasin Wanamaker de Philadelphie. Elle présente également des croquis de mode pour la Butterick Pattern Service et à un certain nombre de magasins de vêtements et de fournisseurs de textile américains.
En 1910, Rosenbaum est embauchée comme correspondante à Paris pour le journal Women's Wear Daily, dont le bureau central se trouve à Philadelphie. Elle y fait régulièrement des rapports sur les collections saisonnières des principaux salons de couture dont Paquin, Lucile, Poiret, Doucet et son ancienne employeuse Chéruit. C'est à cette époque qu'elle devient amie avec la jeune couturière Jenny (Jeanne Sacerdote) et est l'une de ses premières clientes, portant ses créations dans une série de photographies publicitaire pour la maison. En plus de couvrir les nouveautés de la haute couture, Edith Rosenbaum écrit presque quotidiennement une chronique, qui parait en une du journal, dans laquelle elle partage ses analyses sur les tendances actuelles, des conseils d'une initiée sur de nouveaux tissus et styles, et ses impressions sur les événements et les personnalités de la mode française.
Rosenbaum est impliquée dans un grave accident de la route en 1911 dans lequel son riche fiancé, Ludwig Loewe, dont la famille possédait une entreprise de fabrication d'armes est tué. Elle est en voyage avec des amis pour voir les courses à Deauville lorsque la voiture, pilotée par Loewe, s'écrase près de Rouen. Edith subit une commotion cérébrale qui lui cause des pertes de mémoire, mais pas d'autres blessures importantes.
En 1912, en plus de son travail au Women's Wear Daily, Rosenbaum travaille en tant qu'acheteuse à Paris, pour un certain nombre de firmes américaines. Elle conseille également plusieurs personnalités de divertissement pour leur garde-robe comme l'actrice de Broadway Ina Claire et la chanteuse d'opéra Geraldine Farrar, devenant l'une des premiers stylistes de stars. Dans le même temps, elle bifurque vers la conception, en produisant une ligne de vêtements appelée Elrose pour le magasin Lord & Taylor de New York. Parmi ses clients d'Elrose, se trouvent les actrices Martha Hedman et Eleanor Painter.

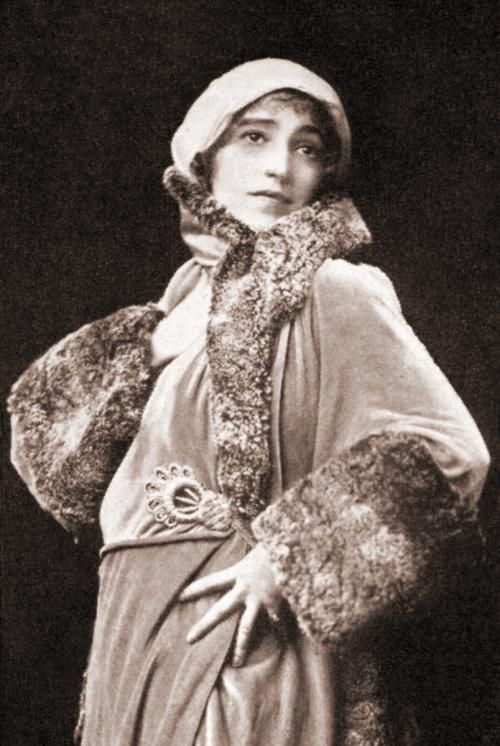
Photographiée par Henri Manuel.

Entre 1914 et 1919, Edith Rosenbaum est l'attachée de presse américaine pour le conseil d'administration de l'industrie de la mode française à la Chambre Syndicale de la Couture Parisienne, maintenant appelé la Chambre Syndicale de la Haute Couture, une division de la Fédération française de la couture. Elle est une observatrice critique de l'industrie de la mode, à la fois à Paris et New York, et ses opinions sont fréquemment cité dans la presse. En 1915, elle sert comme conseillère à l'Exposition de la Mode Américaine à l'Exposition universelle de 1915 à San Francisco. Edith continue de travailler comme correspondante pour Women's Wear Daily jusqu'aux environ de 1917, même si elle contribue occasionnelle des articles après. En 1916, Edith conçoit une collection de vêtements de sport pour Sidney Blumenthal & Co., y compris des jupes et des vestes de golf. Elle dépose des droits d'auteurs pour l'un de ses manteaux pour Blumenthal.
Pendant environ trois mois au cours de la Première Guerre mondiale, Rosenbaum prend une pause dans son activité de reporter de mode en acceptant un poste de journaliste à la Croix-Rouge américaine, l'envoi des nouvelles de la ligne de front à l'organisation et à la presse. À ce titre, elle est l'une des premières femmes correspondante de guerre, partageant cette distinction avec la journaliste du New York Evening Journal, Nellie Bly. Dans d'autres lettres, où elle détaille son expérience dans les tranchées incorporée avec les troupes françaises et britanniques en 1917, sont publiées de façon sporadique, et indépendamment de son travail apparaît dans le New York World, le New York Herald et plusieurs syndicats de journaux. La correspondance de guerre de Rosenbaum est poignante et nombreuse, mais n'a jamais été publiée dans son intégralité. Un certain nombre de lettres originales sont aujourd'hui dans des collections privées. Selon le New York Herald, elle effectue quatre séjours dans les tranchées et en avril 1917, tout en servant dans un hôpital de la Croix-Rouge mis en place dans un couvent, elle est prise dans le bombardement lors de la bataille du Chemin des Dames.
En 1916, par l'intermédiaire de ses relations dans le secteur du vêtement, elle se lance dans une secondaire vocation d'éleveuse de chien en amateur, spécialisée dans les Pékinois. Un membre du Pekingese Club of America, Rosenbaum affiche son « Pekes » à l'échelle nationale jusqu'au milieu des années 1920 et voyage avec eux à l'étranger. Elle élève aussi les chiens de race pour un certain nombre de clients célèbres, y compris Maurice Chevalier. Son élevage, appelé Wee Wong Kennels, est situé à Freeport à Long Island, connu pour sa portée de champions, y compris ses « Tiny Toy ». La popularité du chenil auprès des célébrités théâtrales inspire une série d'actualités en 1919.
En 1920, en raison du sentiment anti-allemand à Paris, pendant et juste après la guerre, elle anglicise son nom de famille en « Russell ». Les maisons de couture françaises ont banni des journalistes, et dans certains cas, des anciens clients qui ont des noms à consonance allemande.

### LeTitanicet sa vie après

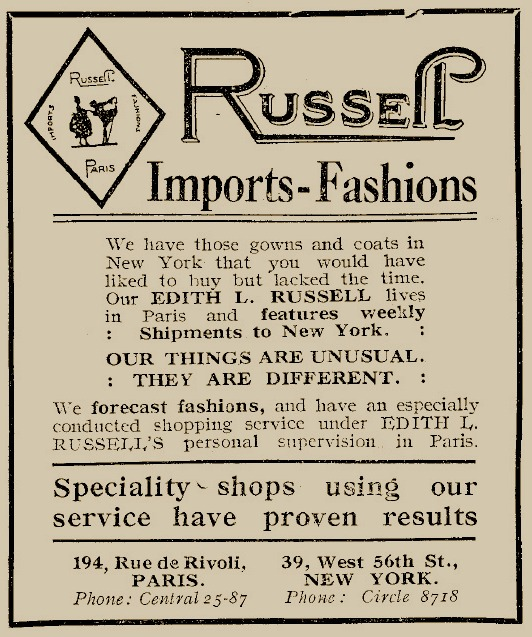
Une publicité de 1922 pour Edith Russell, consultante de mode et de l'importation des affaires.

Le 5 avril 1912, Edith Rosenbaum, en tant que correspondante parisienne du Women's Wear Daily, présente un article sur les modes portées aux courses à Auteuil. Désireuse de revenir à New York avec ses achats de la saison, elle réserve des billets sur le George Washington qui part deux jours plus tard, le dimanche de Pâques. Mais un coup de fil de son éditeur lui demandant de couvrir le Paris-Roubaix, le dimanche suivant, l'amène à retarder son départ jusqu'au 10 avril, jour où elle monte à bord du RMS Titanic, en provenance de Southampton direction New York. En plus de sa cabine de 1re classe, elle est soupçonnée d'en avoir réservé une autre pour ses 19 bagages. Avant l'embarquement à Cherbourg, Rosenbaum se questionne au sujet de l'assurance de ses bagages, mais on lui a fait remarquer que le navire est « insubmersible ». Après la collision du Titanic avec un iceberg dans la nuit du 14 avril, elle aurait enfermé toutes ses malles, contenant les précieuses marchandises de couture qu'elle ramenait aux États-Unis, avant de sortir sur le pont. Alors qu'elle est assise dans le salon en regardant l'évacuation générale, elle retrouve son steward de chambre, Robert Wareham, et l'appelle. Elle lui dit qu'elle a entendu dire que le Titanic allait être remorqué jusqu'à Halifax, pendant que les passagers seront transférés sur un autre navire, et qu'elle était inquiète à propos de ses bagages. Mais lorsqu'elle tente de remettre les clefs de ses bagages à Wareham, pour qu'il s'en occupe à la douane, il lui dit : « faites vos adieux à vos bagages ».

Le steward retourne à la cabine de Rosenbaum pour aller chercher sa « mascotte », une boîte à musique en forme de cochon, avec une fourrure noire et blanche. Il joue La Maxixe, une chanson populaire, quand sa queue est pliée. En découvrant qu'en France, le cochon est considéré comme un symbole de chance, sa mère lui a donné ce jouet après le grave accident de voiture auquel elle a survécu l'année précédente. Rosenbaum promet à sa mère qu'elle le gardera avec elle pour toujours. Lorsque Wareham revient avec un peu de bagatelle enveloppé dans une couverture, elle se dirige vers le pont et se retrouve sur le côté tribord du navire. Elle est remarquée par J. Bruce Ismay, président de la White Star Line, la compagnie qui détient le Titanic. Il l'exhorte à s'installer dans un canot de sauvetage et la dirige vers le bas d'une cage d'escalier sur le pont inférieur où l'un est en cours de chargement. Elle monte dans le canot de sauvetage no 11, aidée par un passager homme, après qu'un membre d'équipage a saisi son jouet cochon, peut-être en pensant que c'était un vrai animal de compagnie et le jette dans le bateau avant elle. Le canot no 11 est mis à l'eau avec environ 68 à 70 personnes à son bord, dont de nombreux enfants. Surchargé d'environ cinq passagers, il est considéré comme ayant transporté le plus grand nombre d'occupants de tous les canots de sauvetage.

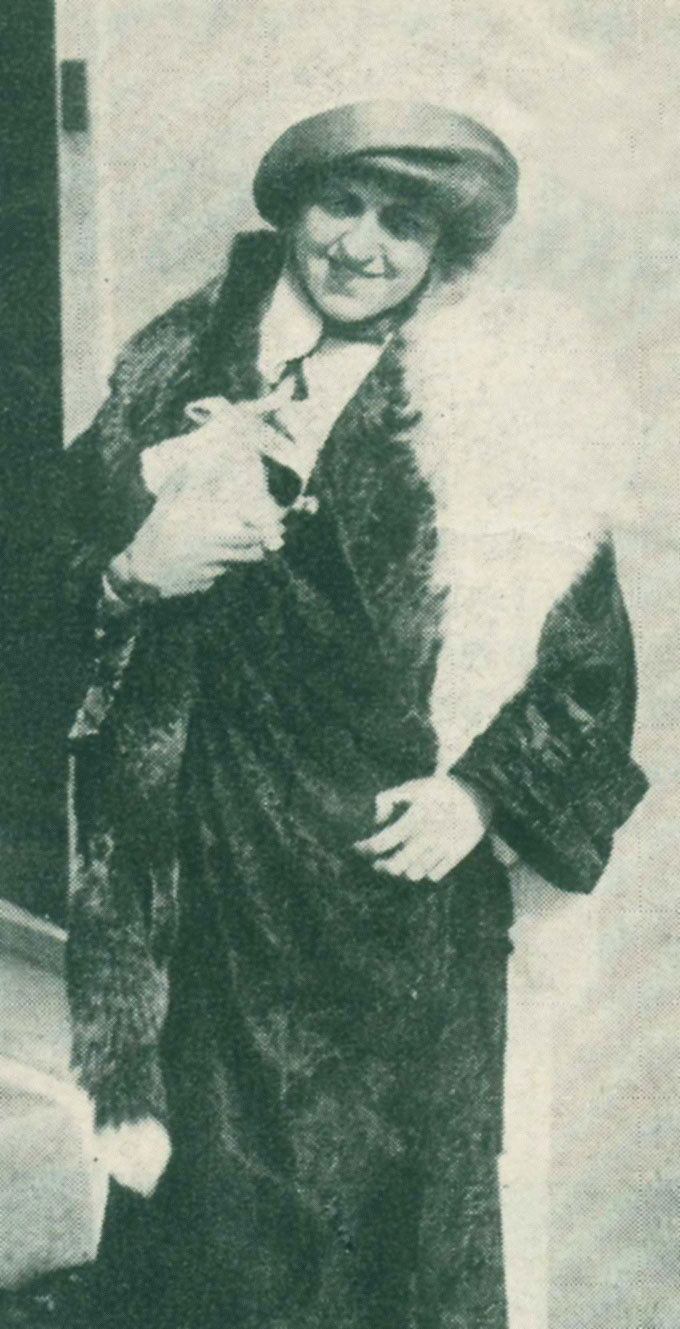
Edith Rosenbaum portant sa mascotte, en 1912.

Tandis que le canot rame loin du bateau, Rosenbaum se retrouve entourée de pleurs d'enfants, et pour les calmer et les amuser, elle joue la petite musique de son cochon, en tournant la queue pour lancer La Maxixe. L'un des enfants, âgé de 10 mois, est Frank Aks avec qui elle est réunie de nombreuses années plus tard, et lui montre le cochon.
Rosenbaum poursuit la White Star Line pour la perte de ses bagages. C'est l'une des plus grandes réclamations déposées à l'encontre de l'entreprise d'expédition à la suite de la catastrophe.
Bien que retraitée de son travail d'acheteuse de mode à Paris vers 1937, Edith Russell continue à beaucoup voyager. Elle reste active socialement, se lie d'amitié avec de nombreuses célébrités au cours de ses séjours dans le sud de la France, à Majorque, à Lucerne et Rome, y compris le Duc de Windsor, Benito Mussolini et Anna Magnani. En outre, elle maintient une étroite amitié avec la couturière Jenny, l'acteur Peter Lawford et son épouse Patricia Kennedy, qui fait d'elle une marraine pour leurs enfants.
Rosenbaum vit à Londres au Claridge's Hotel dans les années 1940, se déplaçant éventuellement dans une suite du Embassy House Hotel à Queens Gate, Londres. À cette époque, elle est de plus en plus demandée comme une experte sur la tragédie du Titanic qui est rentrée dans l'imaginaire collectif à la suite de nombreux films et livres à son sujet. Elle assiste à une avant-première du film Titanic en 1953, après avoir donné des interviews à Life. Elle pose pour des photos avec son célèbre jouet cochon, debout à côté de la robe qu'elle portait la nuit fatidique. En 1955, l'historien Walter Lord publie son best-seller La Nuit du Titanic qui comporte son histoire. Elle sert en tant que conseillère sur l'adaptation britannique du livre en 1958, produit par William MacQuitty. Elle et son cochon porte-bonheur sont également dépeints dans le film.
Bien qu'âgée, Rosenbaum devient une invitée régulière des programmes de la télévision et de la radio. La plupart sont diffusés sur BBC 1 et BBC 2, mais elle est aussi interviewée à la télévision en France et en Allemagne. Pour sa première interview à la télévision en 1956, elle apporte son fidèle cochon et y raconte la fameuse histoire. L'appareil musical du cochon musical est cassé à cette époque et elle n'est pas en mesure de jouer la musique. En 1963, lorsque la Titanic Historical Society est formée aux États-Unis, elle est faite membre honoraire. Au cours de ces années, elle écrit également un certain nombre d'articles sur son expérience sur le Titanic pour la presse populaire, parmi lesquels des pièces figurant dans Pageant (1953), Woman's Own (1962) et le Ladies Home Companion (1964).

Edith Rosenbaum Russell est morte au Mary Abbott Hospital de Londres le 4 avril 1975, à l'âge de 95 ans. La plupart de ses effets personnels sont dispersés entre ses proches et ses amis, y compris Walter Lord qui hérite de son cochon légendaire. À la mort de Lord en 2002, le jouet est légué au National Maritime Museum de Greenwich à Londres, qui reçoit également les chaussons à imprimé floral portés lors de son embarquement à bord du canot no 11.

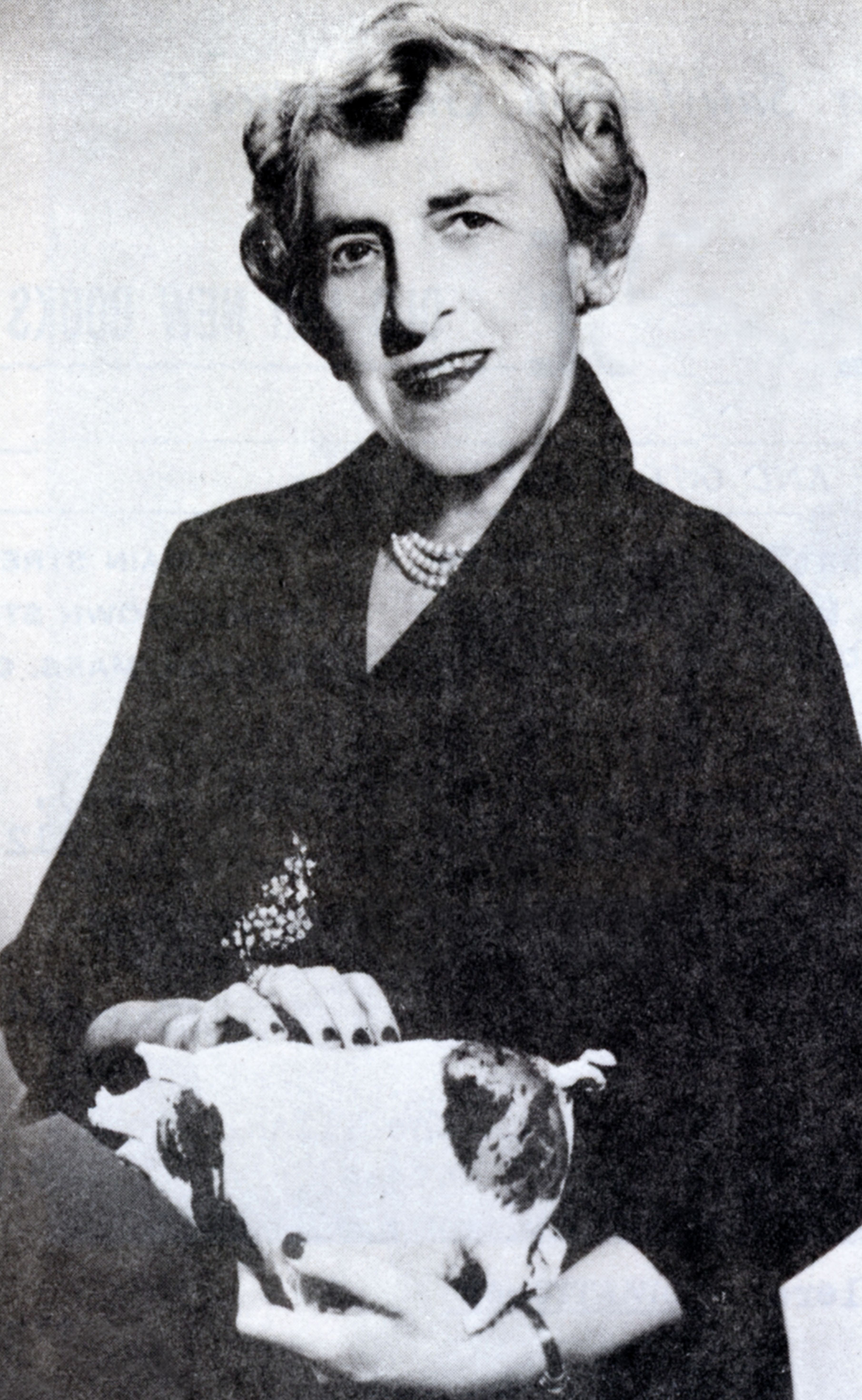
Dans ses dernières années, Edith Russell et son jouet cochon étaient très demandés par la télévision et la radio.

### Postérité
Dans son expédition de 2001 sur l'épave du Titanic, le réalisateur James Cameron et son équipe découvre sa cabine avec sa coiffeuse au miroir encore debout et intact. Les photos de la salle et un compte-rendu de son exploration sont publiés dans le livre de 2003, Ghosts of the Abyss par Don Lynch et Ken Marschall. Rosenbaum est aussi représentée dans le documentaire qui l'accompagne, publié par Walt Disney Pictures.
Pig on the Titanic par Gary Crew, un livre illustré pour enfants sur Rosenbaum et sa mascotte porte-bonheur, est publié en 2005 par HarperCollins.
Lors de la célébration du centenaire du naufrage du Titanic, l'histoire de Rosenbaum refait surface dans les journaux et les articles de magazines ainsi que dans des expositions, notamment au National Maritime Museum, où son cochon et ses chaussons sont exposés. Le musée rétablit le mécanisme à l'intérieur de la boîte à musique, ce qui permet à la musique d'être entendue pour la première fois depuis 60 ans. La chanson du jouet est confirmée comme étant celle de La Maxixe, autrement connue comme La marche de Sorella, une chansonnette de tango, écrite à l'origine par Charles Borel-Clerc et Louis Gallini.
Son histoire est largement revisitée dans deux ouvrages sur le Titanic : Gilded Lives, Fatal Voyage d'Hugh Brewster et Shadow of the Titanic d'Andrew Wilson.  Elle est également en vedette dans un livre de 2012 destiné aux enfants, The Osborne Titanic Sticker Book.
En 2014, un illustré biographique sur Rosenbaum est inclus dans le livre numérique qui accompagne Titanic par Sean Callery.